# Faouzia Charfi

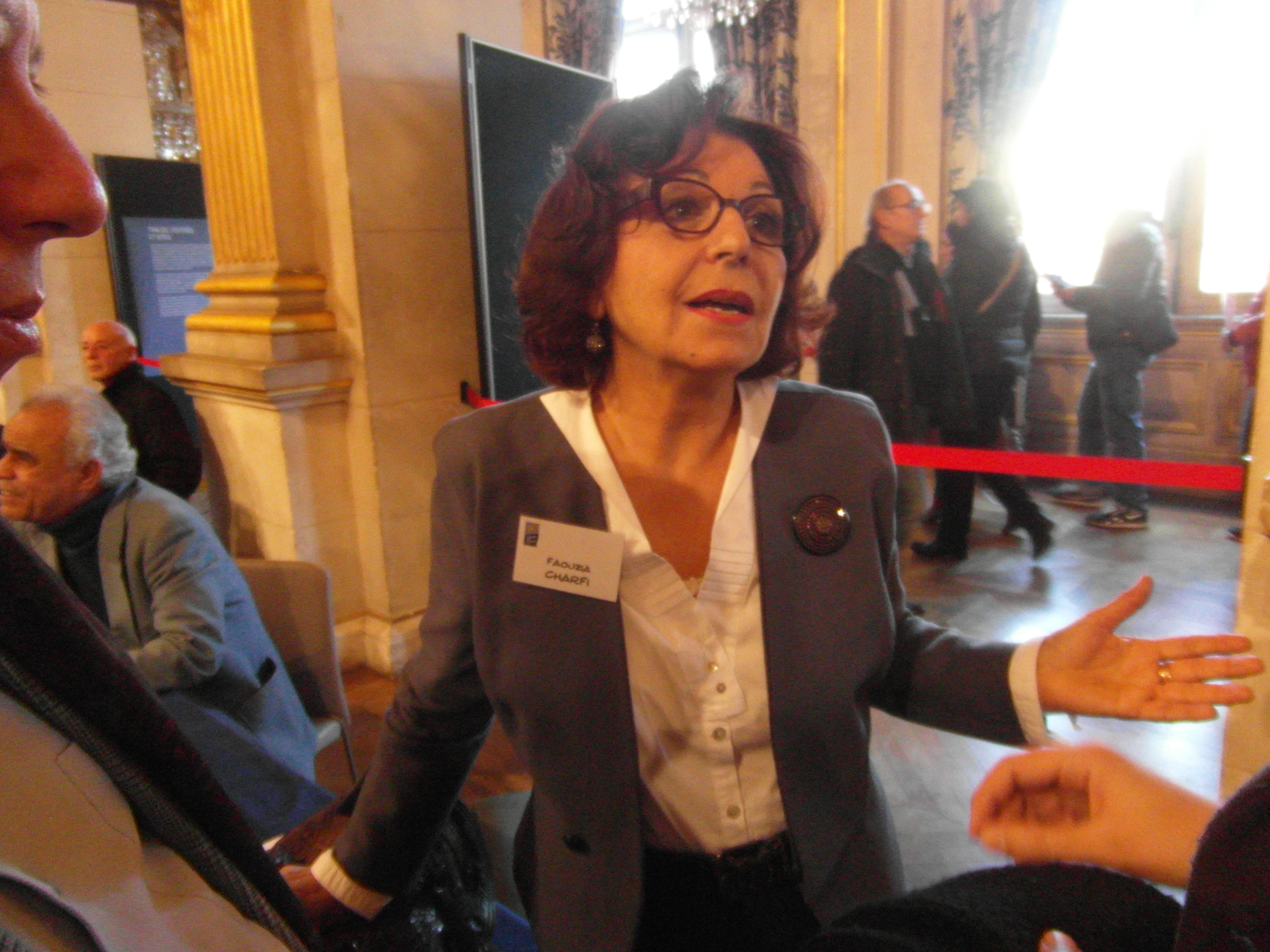
Charfi năm 2015

Faouzia Farida Charfi (sinh ngày 30 tháng 12 năm 1941 tại Sfax, née Rekik) là một nhà khoa học, trí thức và chính trị gia Tunisia. Bà là Bộ trưởng Bộ Giáo dục năm 2011.

## Đời sống
Charfi tốt nghiệp trường Sorbonne, Paris, năm 1963 về khoa học vật lý, sau đó lấy bằng tiến sĩ năm 1978 và 1984 từ Faculty of Science of Tunis  là một phần của Đại học Tunis El Manar. Cô trở thành Bộ trưởng Bộ Giáo dục Tunisia vào năm 2011.

## Sự công nhận
Năm 1997, cô được bổ nhiệm một chiếc Chevalier de la Légion d'Honneur, và vào năm 2001, một Commandeur des Palmes Académiques. Năm 2019, cô được trao tặng huy chương của Chủ tịch Viện Thế giới Ả Rập để công nhận công việc của cô chống lại chủ nghĩa cơ bản.

## Cuộc sống cá nhân
Chồng của Charfi là Mohamed Charfi (1936-2008), một chính trị gia và học giả người Tunisia.

## Ấn phẩm được chọn
- Charfi, Faouzia Farida (2013). La science voilée. Odile Jacob. ISBN 978-2738129895.  Charfi, Faouzia Farida (2013). La science voilée. Odile Jacob. ISBN 978-2738129895.  Charfi, Faouzia Farida (2013). La science voilée. Odile Jacob. ISBN 978-2738129895.
- Charfi, Faouzia Farida (2017). Sacrées questions...: Pour un islam d'aujourd'hui. Odile Jacob. ISBN 978-2738134868.  Charfi, Faouzia Farida (2017). Sacrées questions...: Pour un islam d'aujourd'hui. Odile Jacob. ISBN 978-2738134868.  Charfi, Faouzia Farida (2017). Sacrées questions...: Pour un islam d'aujourd'hui. Odile Jacob. ISBN 978-2738134868.
- Charfi, Faouzia Farida (2009). Electromagnétisme, Electrostatique et magnétostatique. Centre de Publication Universitaire, Tunis.